# Amateur Radio Lighthouse Society
Die Amateur Radio Lighthouse Society (ARLHS) ist eine Amateurfunkorganisation mit Sitz in Merchantville, New Jersey, USA und mehr als 1665 Mitgliedern weltweit.
Die ARLHS wurde im Jahr 2000 von Jim Weidner, K2JXW, in den USA gegründet und wird seit April 2016 von John Huggins, KX4O, geleitet. Sie widmet sich Leuchttürmen und Feuerschiffen, dem Amateurfunk und der maritimen Kommunikation und unterstützt Amateurfunk-Aktivitäten auf oder in der Nähe von Leuchttürmen, Leuchtfeuern und Feuerschiffen. Ihre Ziele sind die Bewahrung der Geschichte der Leuchttürme und Feuerschiffe, die Erhaltung gefährdeter Seezeichen und die Schaffung eines Bewusstseins in der Öffentlichkeit dafür, welche Rolle Amateurfunk und Lichtsignale für die Sicherheit auf See spielten. Weltweit sind noch etwa 1500 Leuchttürme in Betrieb.
Die ARLHS ist die größte Leuchtturm-Gesellschaft ihrer Art weltweit. Sie unterhält die World List of Lights, in der alle Leuchttürme erfasst und dokumentiert werden sollen und veranstaltet jährlich Amateurfunkwettbewerbe, in denen Verbindungen mit Stationen in der Nähe solcher Seezeichen gewertet werden.